# Андрија и Анђелка
Андрија и Анђелка је српска телевизијска серија снимана током 2015. и 2016. године и приказивана на телевизији Прва.

## Радња
Андрија и Анђелка, пар у средњим тридесетим, типичан су пример оног што се дешава када мушкарац и жена живе заједно. Иако су годинама у вези и искрено се воле, једно другом често иду на живце, било да су у спаваћој соби, супермаркету или на вечери с пријатељима.
Њихови хирови и потпуно различити, а типично мушко-женски погледи на свет, узрок су неслагањима и препиркама око добро познатих питања секса, љубоморе, новца, деце, њених пријатеља, његових пријатеља, подела послова у кући... У сваком случају за њих двоје нема табу тема, нити је иједна тема превише озбиљна да се не би могла претворити у урнебесан коментар модерног живота. Андрија и Анђелка само наизглед стално воде борбе и ратове, а у ствари се лудо воле. Лица већине споредних ликова нису приказана већ они само причају током сцена.

## Сезоне
| Сезона | Сезона | Број епизода  | Приказивање                                 |
| ------ | ------ | ------------- | ------------------------------------------- |
|        | 1      | 64 (1 — 64)   | 5. октобар 2015 — 31. децембар 2015. (Прва) |
|        | 2      | 91 (65 — 155) | 29. фебруар 2016 — 7. јул 2016. (Прва)      |
|        | 3      | 9 (156 — 164) | 7. октобар 2016 — 28. октобар 2016. (Прва)  |

## Улоге

### Главне
| Андрија Милошевић | Андрија Митровић |
| Анђелка Прпић     | Анђелка Симић    |

### Епизодне
| Игор Дамњановић     | Феђа                                           |
| Златија Ивановић    | Јела                                           |
| Јелисавета Орашанин | Данка                                          |
| Слободан Нинковић   | Раде Митровић, Андријин отац                   |
| Цвијета Месић       | Радмила Симић - Анђелкина мајка (Сезоне 1-2)   |
| Никола Малбаша      | Влада (Сезона 1)                               |
| Јадранка Селец      | Андријина бака (сезона 1)                      |
| Феђа Стојановић     | психолог (сезона 1)                            |
| Даница Радуловић    | социјална радница, девојка, службеница у банци |
| Јелена Стојиљковић  | девојка (сезона 1)                             |

## Продукција
Серија је рађена према формату канадске серије „Un gars, une fille“, која је адаптирана у више од 25 земаља. Продуценти серије су Зорана Поповић и Филип Ђорић

## Локација
Локација снимања је Београд.

## Међународно приказивање
| Држава               | Телевизија    | Приказивање                         |
| -------------------- | ------------- | ----------------------------------- |
| Србија               | Прва ТВ Б92   | 5. октобар 2015 — 28. октобар 2016. |
| Црна Гора            | Прва          | 5. октобар 2015 — 28. октобар 2016. |
| Хрватска             | РТЛ           | 15. јануар 2016 — још траје         |
| Босна и Херцеговина  | Хајат АТВ     | 10. фебруар 2016 — још траје        |
| Република Македонија | Телевизија 24 | 30. јануар 2017 — још траје         |